# إليوشن إل-32
إليوشن إل-32 (بالإنجليزية: Ilyushin Il-32) هي طائرة شراعية من صناعة إليوشن. طُوِّرت بعد الحرب العالمية الثانية لنقل حمولة وزنها 7000 كجم (15000 رطل). ولتسهيل عملية التحميل والتفريغ، ثُبِّتت مقدمة الطائرة الشراعية وذيلها بحيث يتأرجحان جانبيًا. تطلبت طائرة إليوشن-32 طائرة رباعية المحركات لسحبها بأمان؛ إلا أنها أُلغيت عندما اتضح عدم توفر مثل هذه الطائرة بعد إلغاء برنامجي توبوليف تو-75 وإليوشن إي إل-18 بسبب نقص محركات شفيتسوف آش-73 المُخطط لها. كان أول طيران لها في 20 أغسطس 1948.